# Keepershandschoenen

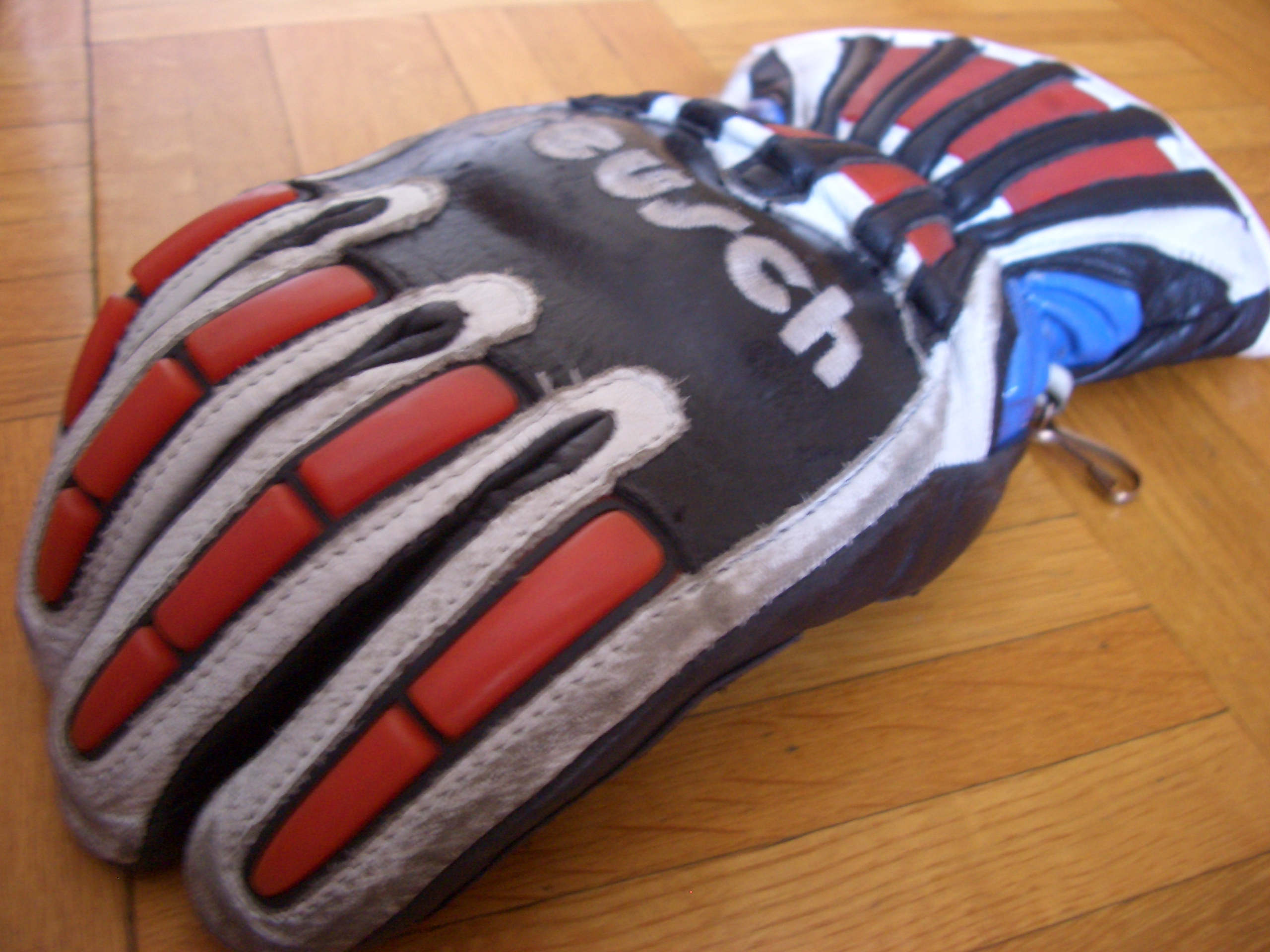
Keepershandschoen van het Duitse merk Reusch

Keepershandschoenen zijn speciale handschoenen voor een doelman (keeper).
De handschoenen zijn voorzien van een stroeve dempende schuimlaag van latex. Hierdoor heeft de doelman extra greep op de bal en is hij beter in staat de bal te vangen. Daarbij zorgt de schuimlaag ook voor demping.

## Soorten keepershandschoenen
Er zijn verschillende soorten keepershandschoenen bij voetbal.
- Regular cut (platte vingers). Dit zijn de normale handschoenen. De stiknaden zijn aan de zijkanten van de vingers te zien.
- Rollfinger. Hier is de latex 'om de vingers' heen 'gerold'. Het vangoppervlak is hierdoor groter voor een betere grip.

- Negative cut (negatieve naad). De stiknaden van de vingers zijn naar binnen genaaid. De doelman maakt hierdoor meer contact met de bal. Dit zorgt voor meer gevoel bij het vangen en het werpen van de bal.

Eind jaren negentig begon adidas te experimenteren met vingerbescherming in de handschoenen. Deze bescherming moest voorkomen dat de vingers omklappen bij het vangen van een hard schot. Het systeem is bij elk merk bijna identiek, alleen de naam ervoor is anders:
- Adidas - Fingersave
- Uhlsport - Supportframe
- Reusch - Ortho-Tec
- Valk - Tipshield
- Sells - Guard
- Puma - Protect
- Stanno - Fingerprotection
- Nike - Spyne Pro

## Merken
De meest vooraanstaande merken keepershandschoenen zijn adidas, Uhlsport, Sells, Nike en Reusch. Het ligt echter aan het land zelf welk merk het meest gebruikt wordt. In Engeland is bijvoorbeeld Sells erg populair, terwijl in Duitsland adidas meer gebruikt wordt.